# Jäkkvik
Jäkkvik of Jäckvik is een gehucht in de Zweedse gemeente Arjeplog. Het is na 76 kilometer het eerste dorp van enige betekenis langs de Riksväg 95 gezien vanuit Noorwegen. Het volgende dorp is na weer 63 kilometer Arjeplog zelf. In Jäkkvikk werd op 10 januari 1800 de prediker Lars Levi Læstadius geboren.
Tegenwoordig is Jäkkvik een doorgangshuis voor wandeltoeristen. Vanuit het noorden komt men per boot langs het Kungsleden uit Kvikkjokk. Naar het zuiden loopt hetzelfde pad via Pieljekaise naar Adolfström. Ook is er in 1997 een wintersportgebied aangelegd.
De kerk van Jäkkvik stamt uit de 18e eeuw. Deze kerk stond eerst in onbewoond gebied, Lövmokk genaamd. In 1885 werd de kerk, die toen in slechte staat was, naar Jäkkvik verplaatst.

## Verkeer en vervoer
Bij de plaats loopt de Riksväg 95.